# Российско-южносуданские отношения
Российско-южносуданские отношения — двусторонние дипломатические отношения между Россией и Южным Суданом.
Российская Федерация признала независимость Южного Судана 9 июля 2011 года. Дипломатические отношения между двумя странами были установлены 22 августа 2011 года.
28 декабря 2011 года в южносуданском аэропорту Сарджас при доставке груза по контракту с суданской авиакомпанией был задержан российский лётчик Владимир Попков. МИД России потребовал от властей Южного Судана провести расследование этого инцидента. 22 января 2012 Попков был освобождён.
В январе 2012 года начался вывод российских миротворческих войск из Южного Судана, которые принимали участие в урегулировании конфликта в регионе с 2006 года. Вывод войск завершился к 1 апреля 2012 года.